# 고희동
고희동(髙羲東, 1886년 3월 11일~1965년 10월 22일)은 대한제국 시기부터 동양화를 공부한 동양화가이자 한국인 최초의 서양화가이다. 호는 춘곡(春谷)이며, 본관은 제주이다.

## 생애
그는 한성부에서 출생하였다. 본관은 제주(濟州)이고 아버지는 구한말 군수를 지낸 고영철(高永喆)이다. 1899년에서 1903년까지 관립 한성법어학교(漢城法語學校)에서 불어를 수학했다. 1904년 궁내부 주사, 예식관(禮式官)을 역임하며 궁내 프랑스어 통역과 문서 번역을 하였다. 1905년 치러진 을사조약을 지켜보며 진로 전환을 모색했고 동양화를 시작하여 안중식, 조석진의 문하에서 공부했다.
1908년 일본으로 건너가 도쿄미술학교(東京美術學校) 서양화과에 입학함으로써 한국인 최초의 서양화 전공 화가가 되었다. 1915년 동교를 졸업하고 귀국, 사립인 중앙고보(中央高普), 휘문(徽文), 보성(普成), 중동학교(中東學校)의 교원으로서 재직했다. 1918년 최초의 한국인 서화가들의 모임이자 근대적인 의미의 미술 단체인 서화협회(書畫協會)를 결성하였다. 1939년 일제에 의해 강제 해산될 때까지 총무·회장직을 역임했다.
해방 후 1947년 ‘전국문화단체총연합회’를 조직, 4년간 회장으로 있었고 국전 제1회(1949년)에서 제7회까지 계속 심사위원장이 되었다. 1949년 미국친선사절단의 일원으로 미국을 여러 차례 방문한 바 있다. 1950년 서울시 문화상을 수상하였고, 1953년에 대한미술협회 회장, 1954년에는 대한민국 예술원 종신회원 및 회장이 되었다. 1956년 제2회 예술원상(미술 공로상)을 수상하였고, 1959년 민권수호국민총연맹 상임위원장을 거쳐 1960년 민주당 소속으로 출마하여 참의원(參議院) 의원으로 국회에 진출하기도 했다.
그는 일시 서양화로 전신, 한국 최초의 서양화가로 활동한 바도 있으나 다시 수묵 산수로 돌아왔으며 화풍은 남종화의 선염법(渲染法)을 쓰지 않고 서양화의 기법을 가미하여 북종화에서 쓰던 부벽준에 가까운 음영법을 쓴 것이 특징이다. 작품으로 〈미전배석(迷顚拜石)〉 등이 있다.

## 평가

### 한국인 최초의 서양화가
고희동은 관립 한성 외국어 학교에서 프랑스어를 배운 뒤 궁내부에서 행정 관리로 일하였는데, 이때 서양의 화가들이 궁을 드나들면서 남긴 그림을 보고 서양화를 알게 되었다고 한다. 그 무렵 그는 심전 안중식과 소림 조석진 문하에서 취미와 교양으로 동양화를 배우고 있었다. 프랑스어에 능숙했던 그는 프랑스 공사관에서 열린 소규모 전시회에 서양화 화풍을 흉내낸 자신의 그림을 출품하기도 했다.
고희동은 을사조약이 체결되자 충격을 받고 관직을 그만두었으며, 스스로를 달래려고 동양화가 아닌 서양화에 눈을 돌리게 된다. 1909년 일본에 유학하여 동경 미술학교에 입학하여 서양화를 공부하였다. 당시 친구들은 나라가 망했는데 무슨 그림이냐며 조소하였고, 일본인들은 유화를 본 적도 없는 한국인이 서양화를 배우러 왔다고 하니 이상하게 보았다. 그는 일본에서 공부하면서 1914년 한국에서 발간된 잡지 《청춘》의 표지 그림을 그렸는데, 그것은 한국인이 그린 최초의 서양화이다.
1915년 학업을 마치고 고희동이 귀국할 무렵 한국에는 ‘미술’이라는 용어가 처음 생겨났는데, 고희동의 귀국을 알리는 신문 기사에 처음 쓰였다. 귀국 후 서양화를 가르치며 지냈다. 그러나 사회의 시선은 그다지 좋지 않았고, 그가 스케치를 나가면 엿장수나 담배 장수로 오인하는 사람이 많았다고 한다.

## 사후
2008년 8월 학술지 ‘한국사 시민강좌’ 하반기호(43호)에서 대한민국 정부 수립 60주년 특집 ‘대한민국을 세운 사람들’을 선발, 정부 수립 기초를 다진 32명을 선정할 때 문화, 종교, 언론 부문의 한 사람으로 선정되었다.

## 직계 가계
- 조부: 낙여(樂汝) 고진풍(髙鎭豊)
  - 부: 윤명(允明) 고영철(髙永喆)
    - 본인: 춘곡(春谷) 고희동(髙羲東)
      - 자: 고흥찬(髙興讚)
        - 친손자: 고중청(髙重靑)
        - 고중벽(髙重碧), 고중록(髙重綠)

친증손녀: 고중록(髙重綠) 女息~고아라(髙娥羅)

## 참고 자료
- 김은신 (1995년 11월 1일). 〈서양화가/스케치 나가면 엿장수로 오인〉. 《이것이 한국 최초》. 삼문. ISBN 9788985407359.

## 같이 보기
- 조선미술건설본부
- 대한민국예술원
- 서울 원서동 고희동 가옥 (등록문화재 제84호)